# 밀턴 베를

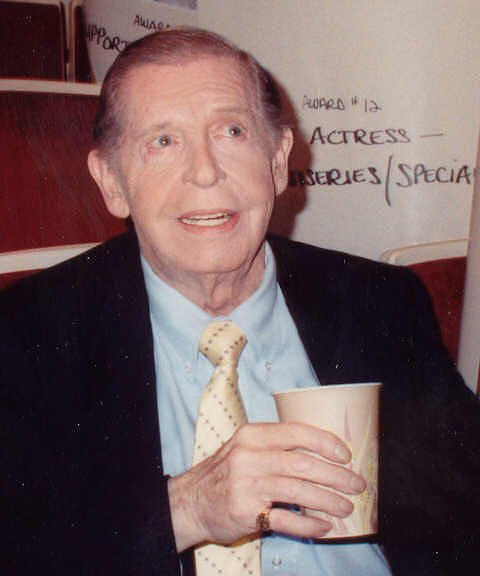
밀턴 베를

밀턴 베를(영어: Milton Berle, 이디시어: ‏מענדעל בערלינגער, 1908년 7월 12일 ~ 2002년 3월 27일)은 미국의 배우이자 코미디언이다.